# Liabum valerioi
Liabum valerioi là một loài thực vật có hoa trong họ Cúc. Loài này được Standl. mô tả khoa học đầu tiên năm 1938.